# Szila

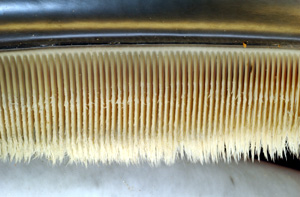
A képen jól láthatók a szilákon levő „szila hajak”

A szila a sziláscetek (Mysticeti) táplálkozáshoz szükséges szűrőberendezése, az állatok felső állkapcsából lelógó szarulemezek csoportja. A szilák két párhuzamos sorban helyezkednek el. Végük bolyhos és fésűszerűen néz ki. A szila nem csontos képződmény, hanem szaruból áll, amelyből a haj, köröm, szarv stb. is. A szila nem merev, hanem rugalmas.
A sziláscetek (Mysticeti) alrendjének a neve is ettől a képződménytől származik. Néhány csoportjukban a fogak helyett szilák alakultak ki, amellyel kihasználja a tengerekben levő bőséges planktonikus táplálékot. A bálnák, a szilák segítségével, kiszűrik a tengerből a nekik megfelelő táplálékot.

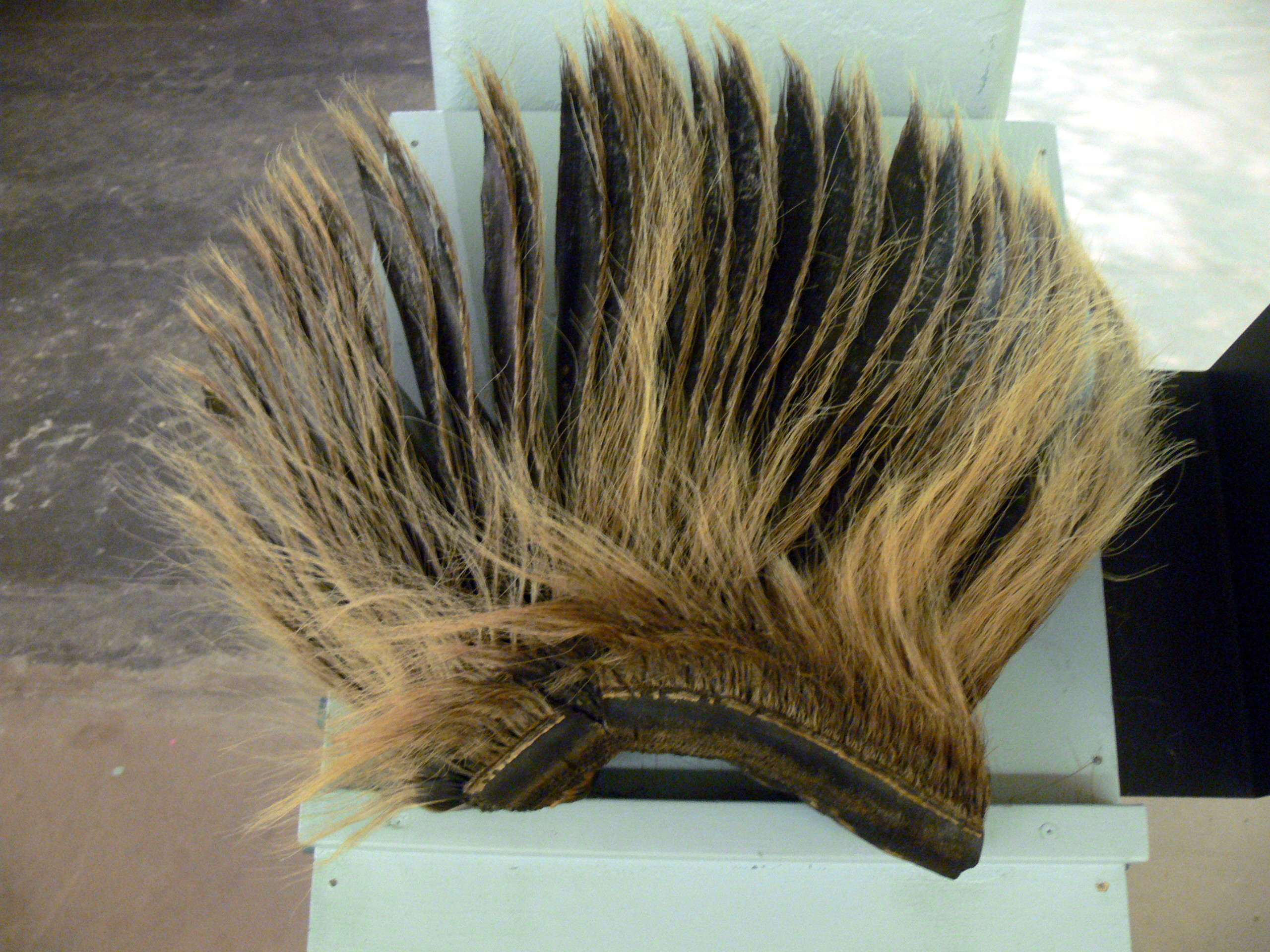
A hosszúszárnyú bálna szilájának egy darabja

Fajtól függően a szila különböző nagyságú lehet. Mérete 50-350 centiméter között lehet, tömege elérheti a 90 kilogrammot is. A szila végén levő elágazásokat „szila hajnak” nevezik. Ezek a tőkebálna (Balaenoptera borealis) esetében elmeszesedtek, így az állat szilái a többi fajtól eltérően keményebbek (Fudge et al. 2009; Szewciw et al. 2010). A szilák töve vastagabb, mint a vége.
Jelenleg 15 állatfaj rendelkezik szilával.

## A szilák evolúciója

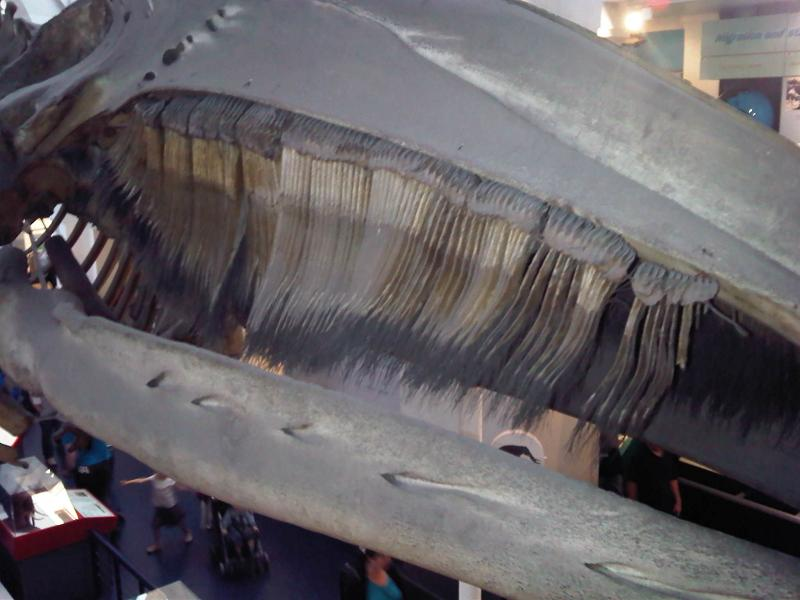
A szürke bálna (Eschrichtius robustus) szilái

Az eddigi legidősebb ismert szila körülbelül 15 millió éves. A szila ritkán kövesedik meg, ezért a tudósok szerint ez a szűrőberendezés hamarabb is létezhetett.
Szilához alkalmazkodott megkövesedett koponyák viszont ennél régebbről is vannak. A tudósok szerint kezdetleges a szila először 30 millió évvel ezelőtt jelent meg. Ez egy gumiszerű képződmény lehetett, olyan, mint amilyen a mai Dall-disznódelfinnek (Phocoenoides dalli) is van. Érdekes módon, a korai szilásceteknek a kezdetleges szilák mellett fogaik is voltak, de ezek csak mellékes „eszközök” lehettek.

## Haszna
A szilák a táplálkozásban játszanak szerepet. A bálna nagyra tátott szájjal, a táplálékkal együtt nagy mennyiségű vizet enged szájüregébe. Ezután becsukja a száját, majd a víz nagy részét a nyelvével kinyomja a szájából. A táplálék – krillek, kisebb halak – fennakad a szilákon. Ezután a bálna lenyeli a kiszűrt állatokat.

## Ember általi használata

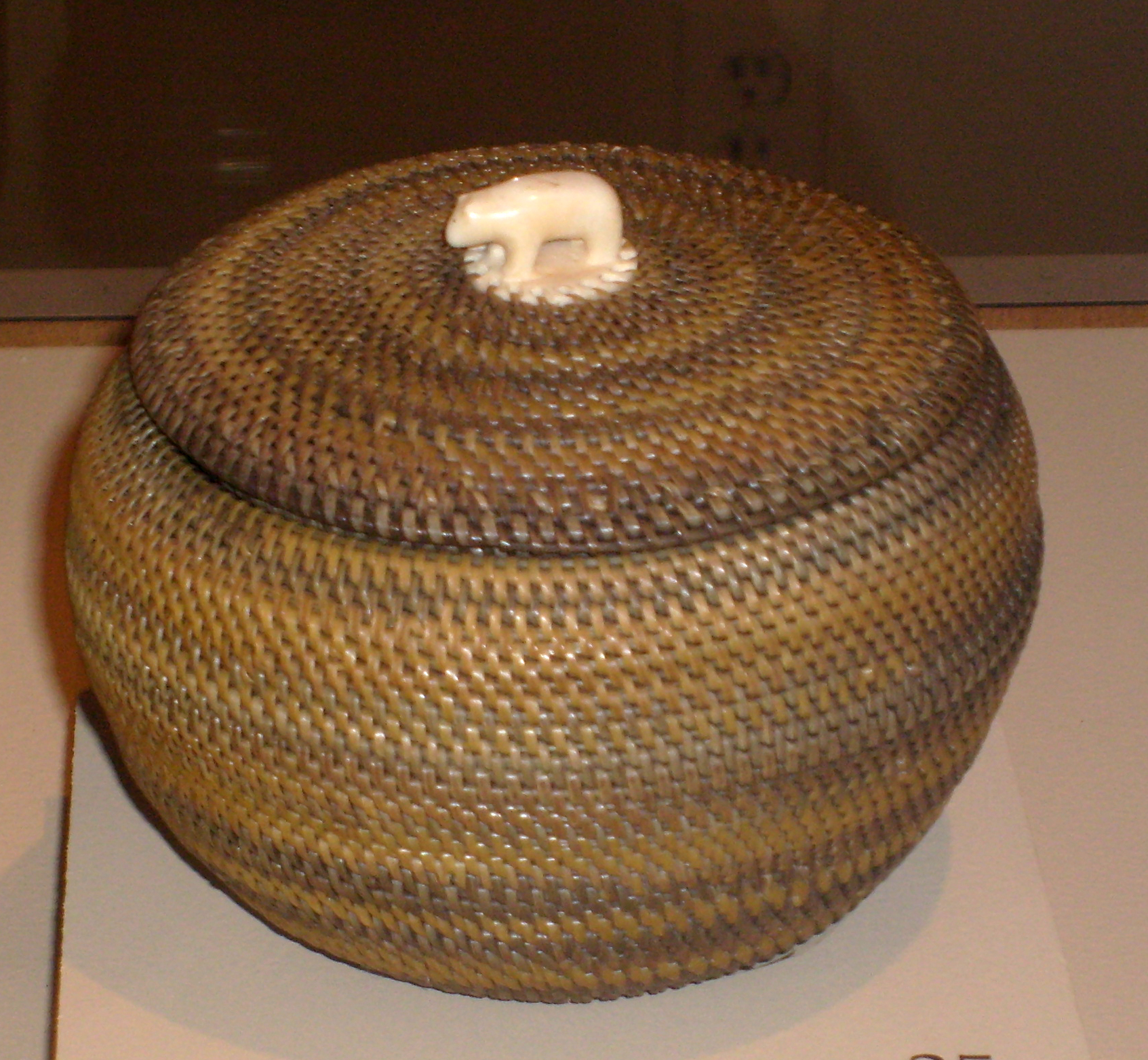
Az alaszkai Barrowban született, inupiat eszkimó, Kinguktuk (1871–1941) által készített kosár, amely szilákból készült, a fedő fogója pedig rozmáragyarból van, és egy jegesmedvét ábrázol. A tárgyat, manapság a San Diegó-i Museum of Manban őrzik

Az ember a szilát számos tárgyhoz használta. Ilyen tárgyak a következők: gallérmerevítő, béresostor, esernyő és fűzőmerevítő. A szila a papírlapok vonalazására is alkalmas volt. Egyes íjak készítéséhez is használtak szilát. Manapság a legtöbb esetben a szila helyett műanyagot vagy más mesterséges anyagokat használnak.

## A szila mint élőhely
A szilában számos csigafaj élősködik. Ilyenek a Pyropeltidae-, Cocculinidae-, Osteopeltidae- és Neolepetopsidae-fajok.

### Fordítás
- Ez a szócikk részben vagy egészben  a   Baleen című angol Wikipédia-szócikk fordításán alapul.  Az eredeti cikk szerkesztőit annak laptörténete sorolja fel. Ez a jelzés csupán a megfogalmazás eredetét és a szerzői jogokat jelzi, nem szolgál a cikkben szereplő információk forrásmegjelöléseként.

## További irodalom
- St. Aubin, D.J, R.H. Stinson and J.R. Geraci 1984. "Aspects of the structure and function of baleen, and some effects of exposure to petroleum hydrocarbons". Canadian Journal of Zoology 62: 193-198